# Chamrousse
Chamrousse ist eine französische Gemeinde im Département Isère in der Region Auvergne-Rhône-Alpes. Sie liegt in der historischen Provinz Dauphiné. Die Gemeinde liegt in den Westalpen am südlichen Ende der Belledonne auf Höhen zwischen 1.384 m und 2.448 m, etwa 10 km Luftlinie östlich von Grenoble. Chamrousse ist primär eine Skiressort, in dem die alpinen Skiwettbewerbe der X. Olympischen Winterspiele 1968 stattfanden. Der Ort verfügt über 15 Liftanlagen, 42 Skipisten und 42 km Langlaufloipen. Der Ort gilt als Wiege des Skisports in Frankreich (1878), auch wenn dieser Umstand inzwischen angezweifelt wird. In den Jahren 2001 und 2014 war der Ort auch Etappenziel der Tour de France.

## Geographie
Die Gemeinde Chamrousse liegt am südlichen Ende der Belledonne, östlich über dem Tal von Grésivaudan und dem Großraum Grenoble. Im Süden bzw. Südosten der Gemeinde fällt die Belledonne etwa 1000 m steil in das Tal der Romanche mit den Orten Séchilienne und Livet-et-Gavet ab. Chamrrousse erstreckt sich über drei Ortsteile, die nahe beieinander liegen: „Chamrousse 1650“, genannt Le Recoin, „Chamrousse 1700“, genannt Bachat Bouloud und „Chamrousse 1750“, genannt Roche Béranger. Die Ortsteile sind durch Skipisten und Waldwege miteinander verbunden. Die Orte bestehen aus zahlreichen Wohngebäuden und Chalets, die in einen Bergwald bzw. in Bergwiesen eingebettet sind. Der höchste Gipfel des Skigebietes liegt direkt oberhalb des Ortes und heißt Croix de Chamrousse mit einer Höhe von 2250 m. Der höchste Punkt der Gemeinde liegt auf dem Gipfel des Grand Van mit 2448 m an dem auch die Grenzen der Nachbargemeinden Revel und Livet-et-Gavet zusammenlaufen, die im Nordosten bzw. Osten von Chamrousse liegen. Weitere Nachbargemeinden sind Séchilienne im Süden, Saint-Martin-d'Uriage im Norden und Vaulnaveys-le-Haut im Westen.
Chamrousse ist über drei Straßen erreichbar: von Uriage les Bains, einem Ortsteil von Saint-Martin-d'Uriage über die D111 (Route de Chamrousse), von Vaulnaveys-le-Haut über die D111 (Route de Prémol) sowie von Séchilienne über die Route de Luitel.

## Geologie
Die Belledonne besteht im Wesentlichen aus kristallinen Gesteinen des Alpensockels aus dem Devon (oder Vor-Karbon), die ab dem Paleozän hier bis auf etwa 3000 m angehoben wurden. Die unteren westlichen Hänge der Belledonne bestehen jedoch aus kalk- und tonhaltigen Schichten aus der Zeit zwischen Trias und Mitteljura, die den unteren Teil der Sedimentdecke auf dem Alpensockels bildeten und mit der Alpenhebung abrutschten.

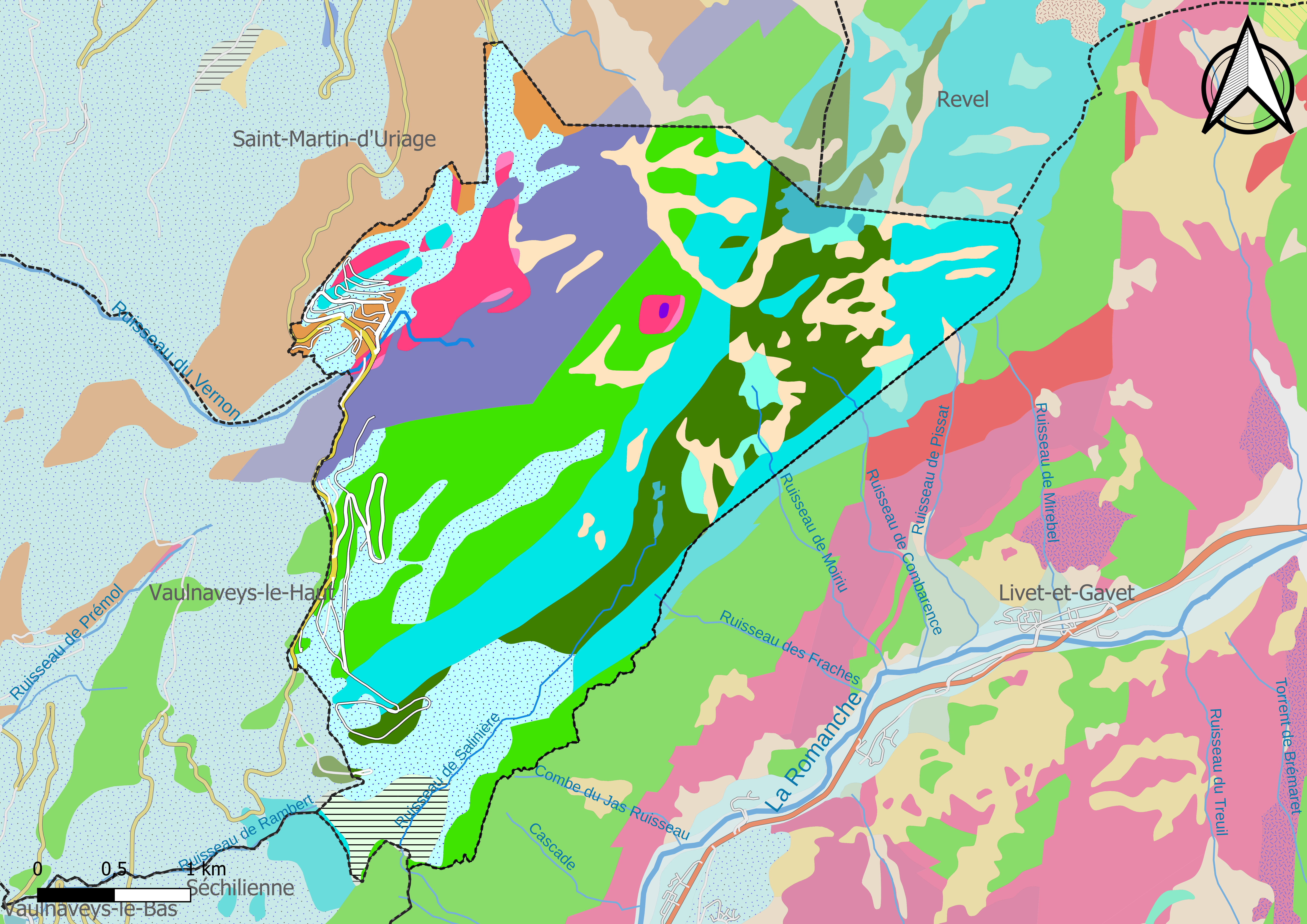
Vereinfachte geologische Karte der Gemeinde Chamrousse: Hellgrün: Amphibolit, Lila: Grünschiefer, Weiss: Glimmerschiefer, Rot: Trias-Sediment, Hellblau: Gabbro, Dunkelgrün: verschiedene Gneise

Das Gebiet von Chamrousse erstreckt sich über relativ flache und wenig geneigte Hänge, die sich stark von den tief zerklüfteten und von tiefen Tälern durchzogenen Bergrücken unterscheiden, die weiter nördlich die Gebirgskette bilden. Diese südlichen Reliefs der Belledonne bilden vor-triasische Gesteinsschichten bis hinab zur Grenzfläche zwischen dem kristallinen Grundgebirge und seiner Decke. Diese Schichten wurde erst in den relativ späten Phasen der Erosion freigelegt und zerschnitten, wobei sich die Erosion fast nur auf das Abtragen der Sedimentdecke beschränkte.
Der Ortsteil Le Recoin liegt auf einem Plateau mit einer Senke, an der Grenze zweier Gesteinsschichten, die im inneren und äußeren Zweig einer Scherfläche liegen. Der innere Zweig besteht aus Amphibolit und Grünschiefer, der Äußere aus Glimmerschiefer. Diese Zweige entstanden durch den sogenannten „meridianen Unfall der Belledonne“. Reste der Sedimentdecke der unteren Trias-Ebene, welche auf vor-triasischen Schichten liegen, wurden hier noch nicht erodiert. Die chemische Analyse dieser Reste aphanitischen Sediments belegen Ablagerungen alter tropischer Böden, die auf dem Sockelgestein lagen. Der Gipfel des „Croix de Chamrousse“ besteht ebenfalls aus Schichten triasischen Sandsteinens und Dolomits, die dort Zeuge der Sedimentdecke sind.
Zwei geologische Stätten auf dem Gemeindegebiet von Chamrousse sind besonders hervorzuheben:
- Die mineralogisch interessante Fundstätte der „Ophiolithe und Chromite von Chamrousse“ befindet sich nahe dem Col des Trois Fontaines bei Le Manqué. Der ordovizische Ophiolith (497 Ma) überlappt in umgekehrter Lage vulkanisch-plutonische und sedimentäre Formationen aus dem Devon bis zum Unterkarbon. Er ist der schönste hercynische Ophiolith in Frankreich. Die Fundstätte ist im „Inventaire du patrimoine géologique“ mit drei Sternen ausgezeichnet;[5]
- Die geochronologisch interessante Stätte der „interglazialen Ablagerungen von Arselle“ befindet sich auf 1600 m Höhe auf dem Plateau von Arselle. Die Ablagerungen sind 10 bis 15 Meter dick und gelten als die höchst gelegenen interglazialen Ablagerungen in den Alpen. Sie sind im „Inventaire du patrimoine géologique“ mit drei Sternen bewertet.[6]

## Hydrographie

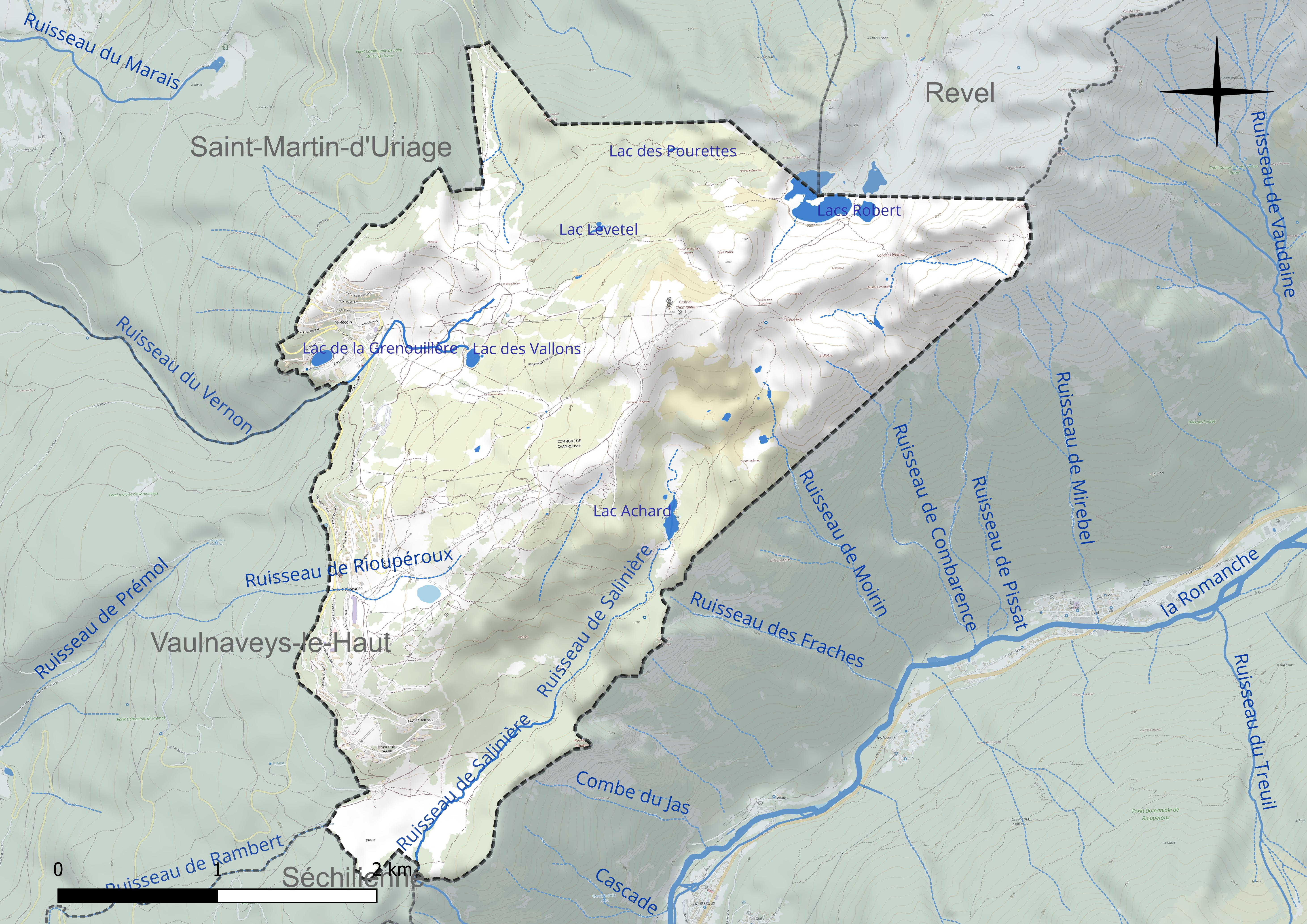
Gewässer in der Gemeinde Chamrousse

Im Gemeindegebiet gibt es nur wenige Fließgewässer die das ganze Jahr Wasser führen. Hierzu gehören der Quellbereich des Vernon und der Ruisseau de Salinière sowie der Ruisseau de Moirin. Alle drei Bäche münden in die Romanche.
Demgegenüber gibt es eine Vielzahl kleiner Seen und Tümpel, die meist keinen Abfluss haben. Eine Ausnahme bildet der Lac Achard (1917 m), dessen Abfluss den Ruisseau de Salinière speist. Der See ist nur etwa zwei Meter tief und ist eiszeitlichen Ursprungs. Er wird im Süden durch einen natürlichen Riegel abgeschlossen, der durch einen kleinen Damm erhöht wurde.

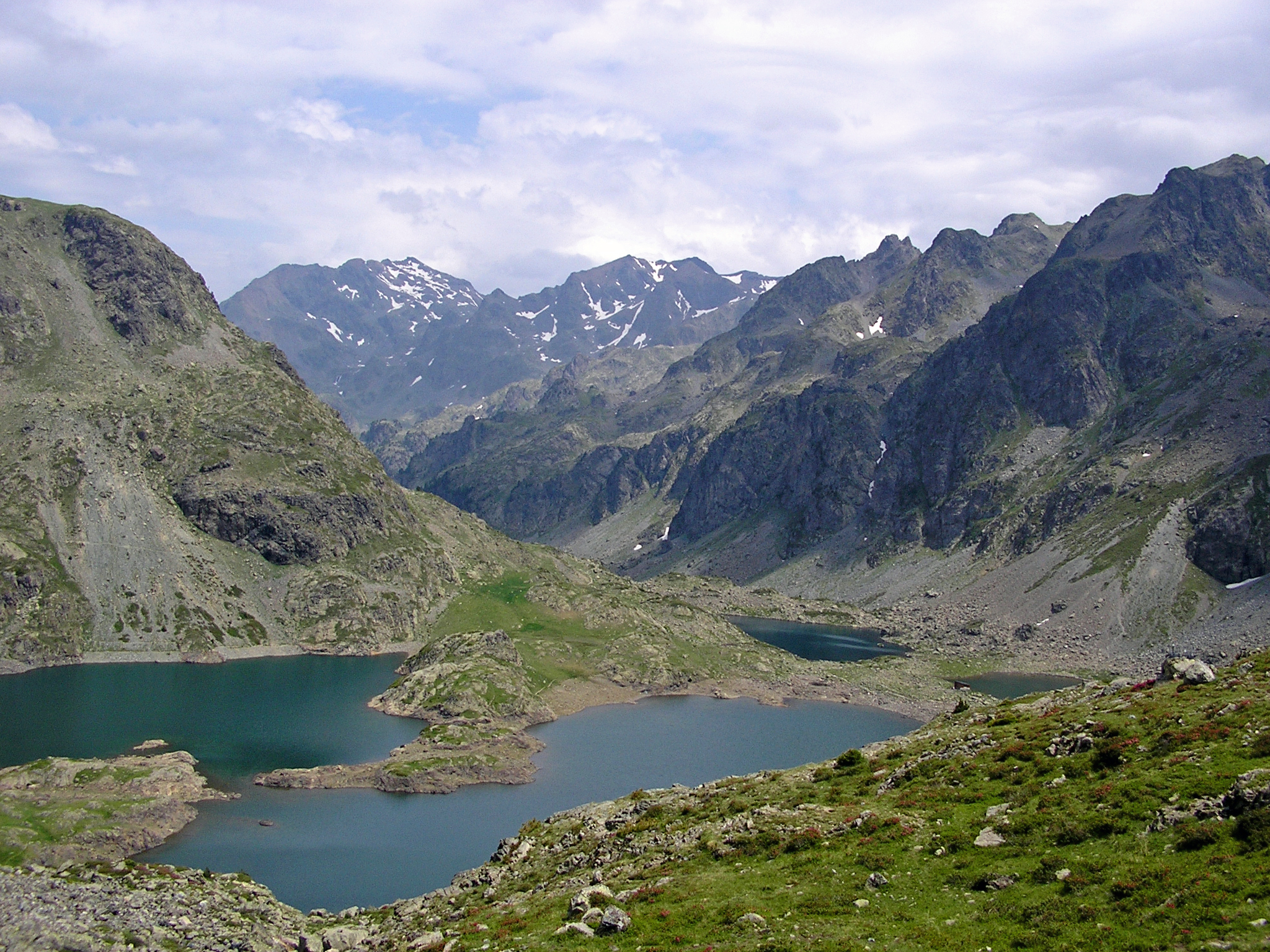
Lacs Robert

Die Lacs Robert (~1998 m) liegen in einer Senke zwischen Croix de Chamrousse und Grand Var. Die drei Seen führen die Namen: Lac ouest, Lac nord und Lac sud (deutsch: West-, Nord- und Südsee). Der Lac ouest ist der größte See und hat eine Fläche von 8,5 ha, gefolgt vom Lac nord mit 1,5 ha und dem Lac sud mit 1 ha. Der Lac nord liegt bereits im Gemeindegebiet von Revel. Der Lac ouest kann sich bei Niedrigwasser in zwei Seen teilen. Die maximale Tiefe des Lac ouest beträgt 24 m, während die beiden kleineren Seen sehr flach sind.
Zwei weitere kleinere Seen in kleinen Senken heißen Lac Levetel und Lac les Pourettes. Südöstlich der Croix de Beldonne liegen mehrere kleine Seen ohne Abflüsse. Die drei künstlichen Seen Les Vallons, La Grenouillère und La Lauze wurden für die künstliche Beschneiung von Skipisten angelegt.

## Etymologie
Im Folgenden werden die beiden am häufigsten vertretenen Thesen zum Ursprung des Namens Chamrousse vorgestellt:
- Dem vorkeltischen Wortstamm „calm“ oder „chalm“ wird die Bedeutung von „kahlem, steinigem Hochplateau“ zugeschrieben. Er findet sich in zahlreichen Orten Frankreichs, vor allem in den Bergen, wieder wie Lacalm, Lachau oder Chamechaude.[12]
- In einer auf Latein verfassten Schenkungsurkunde aus dem Jahr 1260 des Kartäuserklosters Prémol findet sich die Bezeichnung „culmen rupham“. Dies wäre die genaue Übersetzung von Chame-Rousse als Gegenstück zu Chame-Chaude dem höchsten Gipfel in der Nähe des Kartäuserklosters in der Chartreuse.[12][13]

## Geschichte
Erste Anzeichen menschlicher Aktivitäten auf dem Gemeindegebiet von Chamrousse wurden bei Ausgrabungen auf dem Gipfel der Croix de Chamrousse nachgewiesen, bei denen römische Münzen aus der Zeit Neros gefunden wurden. 1234 wurde unterhalb des Lac Luitel das Kartäuserkloster von Prémol von Beatrix von Montferrat († 1274) gegründet, der Tochter des Markgrafen Wilhelm VI. und von 1237 bis 1243 Regentin der Dauphiné. Sie war die Ehefrau von Andreas (André) Dauphin von Viennois, genannt Guigues VI. (* 1184, † 14. März 1237). Das Kloster beherbergte damals etwa 60 Personen, darunter 35 Nonnen, minderjährige Schwestern und Brüder, Bedienstete und drei Kartäusermönche für die Leitung der Gemeinschaft. Die Bewohner der umliegenden Täler, die das Land fast vollständig nutzten, gerieten in Konflikt mit dem Kloster. Diese Konflikte dauerten fünf Jahrhunderte, bis das Kloster während der französischen Revolution geschlossen wurde. Nachdem die Kartause 1791 verlassen wurde, plünderten die Bauern der Umgebung die Gebäude und bauten sie ab.
Ab 1825, mit dem Aufstieg von Uriage zum Thermalbad stieg auch der Ruf von Chamrousse, insbesondere der Gipfel der Croix de Chamrousse wurde ein beliebtes Ausflugsziel. Zu dieser Zeit war Chamrousse ein ausgedehntes Weidegebiet mit Herden in La Balme, Le Recoin, Roche-Béranger und Bachat Bouloud. An jedem dieser Orte gab es eine Hütten für die Hirten.
Pater Tasse war 40 Jahre alt, als er 1863 in Roche-Béranger eine Käserei gründete. Die Hütte diente auch als Unterkunft für Reisende. Nach und nach entwickelte sich die Hütte zur Schutzhütte, deren Bewirtschaftung immer mehr Zeit in Anspruch nahm, sodass die Käserei schließlich aufgegeben wurde. Pater Tasse verbrachte 22 Jahre seines Lebens in Roche-Béranger. In einem 1891 herausgegebenen Werk berichtete Henri Vincent über diese zwei Jahrzehnte.
Der Überlieferung zufolge war Henry Duhamel 1878 der erste Skifahrer in Frankreich. Auf der Pariser Weltausstellung sah er ein Paar Skier an einem skandinavischen Stand, die er den Hängen von Le Recoin ausprobierte. Diese Geschichte erscheint heute zunehmend fragwürdig da er sie erst 1908 verbreitete.
Um der Schädigung von Alpenpflanzen entgegenzuwirken, wurde im Frühjahr 1893 der erste französische Alpengarten von der Société des Touristes du Dauphiné (STD) in Roche-Béranger, 300 m nördlich der ehemaligen Hütte von Pater Tasse angelegt (unter Mitwirkung der Société Horticole Dauphinoise) und am 8. Juli 1894 eröffnet. Dieser botanische Garten war somit älter als der Botanische Garten am Col du Lautaret. Der Garten wurde relativ schnell vernachlässigt und etwa 14 Jahre nach seiner Gründung zugunsten des Alpengartens am Col du Lautaret endgültig aufgegeben.
Der Club Alpin Français (CAF) pachtete 1911 vom Eigentümer der Wiesen von Le Recoin, dem Grafen von St. Férriol, für 99 Jahre eine Fläche von 3000 m² um dort die Hütte „Recoin de Chamrousse“ zu errichten. Dies war die erste Skihütte in großer Höhe.
1937 wurde der Bau der Straße von Vaulnaveys-le-Haut über Luitel nach Chamrousse beschlossen, die aber erst 1949 bis Le Recoin fertiggestellt wurde. Der Ausbau des Skiortes wurde von 1950 bis 1960 geplant und voran getrieben. Am 5. September 1952 wurde die neue Seilbahn eingeweiht. Sie war damals (zusammen mit der Seilbahn von Courchevel-Sauluire) die modernste und schnellste Seilbahn der Welt. Von 1954 bis 1956 wurde die zweite Straße von Saint-Martin-d'Uriage über Les Seiglières nach Le Recoin gebaut. Im April 1961 kommen das Département Isère und die Société Nationale de Construction, einer Tochtergesellschaft der Rotschild-Gruppe, überein, das neue Wohngebiet Roche-Béranger zu erschließen. Chamrousse hat seitdem zwei Siedlungsschwerpunkte: Le Recoin (Chamrousse 1650) und Roche Béranger (Chamrousse 1750).
Bereits 1960 wurde eine Ferienkolonie für Jugendliche in den Waldlichtungen von Bachat-Bouloud geplant. Mehrere Städte und Départements Frankreichs arbeiteten hierfür zusammen, nämlich die Städte Mantes-la-Jolie, Échirolles, Tarare, Villeurbanne, Lyon und Boulogne-Billancourt sowie die Départements Isère, Loiret, Marne und Bas-Rhin. Mit der Unterstützung des Conseil Général des Départements Isère wurden insgesamt acht Feriendörfer für Kinder und Jugendliche eingerichtet. Im Jahr 2005 wurden die Chalets in Wohnheime umgewandelt.
Am 30. Dezember 1960 kandidierte Grenoble für die Austragung der Olympischen Winterspiele 1968. Drei Jahre später wurde die Bewerbung vom IOC angenommen (27 zu 24 Stimmen). Chamrousse wurde daraufhin zum Austragungsort der alpinen Skidisziplinen ausgebaut.
Am 9., 11., 12. und 17. Februar 1968 wurden im Rahmen der olympischen Winterspiele sechs Wettkämpfe in Chamrousse ausgetragen: Abfahrt, Riesenslalom und Slalom der Frauen und Männer. Jean-Claude Killy wurde mit drei Goldmedaillen zu einer Skilegende (Abfahrt, Riesenslalom und Slalom). Die Athleten aller Nationen wurden während der gesamten Dauer der alpinen Wettkämpfe in den Kinderdörfern von Bachat Bouloud untergebracht.
Die Gemeinde Chamrousse entstand 1989 durch Abtrennung von Gebieten der Nachbargemeinden Saint-Martin-d’Uriage, Séchilienne und Vaulnaveys-le-Haut.
In den Jahren 2005 bis 2007 wurden umfangreiche Renovierungsarbeiten an älteren Gebäuden durchgeführt und neue Skiressorts wurden eröffnet. Ab 2009 wurden einige älteren Liftanlagen erneuert und auf dem Gipfel des Croix de Chamrousse wurde die Gipfelstation mit Anbauten neu gestaltet.

## Bevölkerungsentwicklung
Die Bevölkerung von Chamrousse nimmt auf dem heutigen Gemeindegebiet seit 1968 fast kontinuierlich ab.
| Jahr           | 1968 | 1975 | 1982 | 1990 | 1999 | 2009 | 2014 | 2020 |
| Einwohner      | 718  | 533  | 607  | 544  | 518  | 459  | 467  | 411  |
| Quellen: INSEE |      |      |      |      |      |      |      |      |

Demgegenüber nahm die Anzahl der Wohnungen im heutigen Gemeindegebiet kontinuierlich zu, wobei vor allem die Anzahl der Nebenwohnsitze (Ferienwohnungen) zunahm und die Anzahl der Hauptwohnsitze leicht abnahm.
| Jahr             | 1968 | 1975 | 1982 | 1990 | 1999 | 2009 | 2014 | 2020 |
| Wohnungen gesamt | 725  | 1171 | 1463 | 1965 | 1952 | 2944 | 2979 | 3006 |
| Hauptwohnsitz    | 184  | 156  | 254  | 264  | 214  | 221  | 238  | 200  |
| Nebenwohnsitz    | 249  | 998  | 1200 | 1592 | 1717 | 2709 | 2718 | 2792 |
| Leerstand        | 292  | 17   | 9    | 109  | 21   | 14   | 23   | 14   |
| Quellen: INSEE   |      |      |      |      |      |      |      |      |

## Naturschutzgebiete

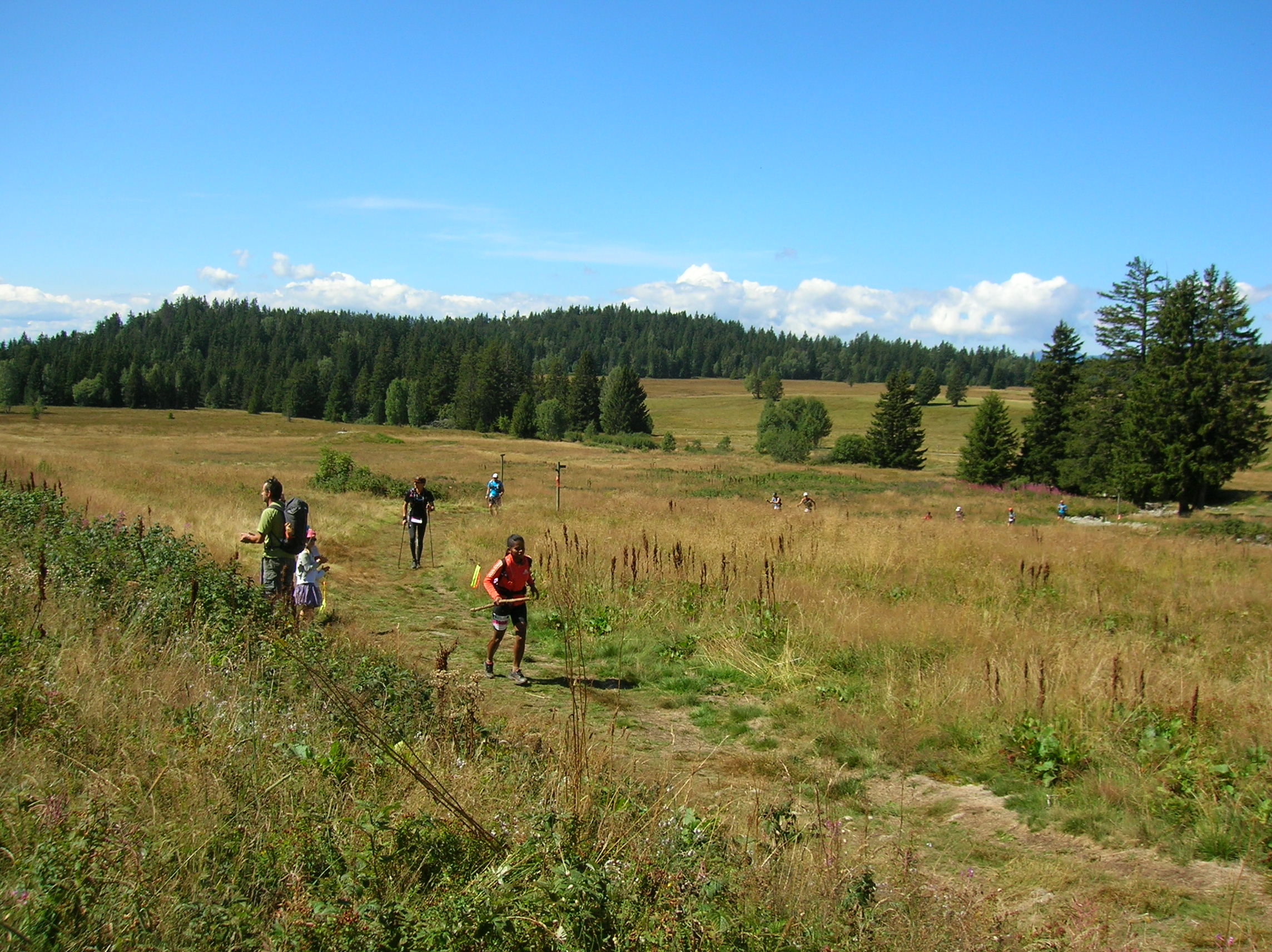
Tourbière de l'Arselle

In der Gemeinde Chamrousse sind mehrere Naturschutzgebiete ausgewiesen. Mit Ausnahme der bewohnten Gebiete und des Skigebietes ist praktisch die gesamte Gemeindefläche (639 ha von 1329 ha) Teil des Natura 2000 Gebiets „Cembraie, pelouses, lacs et tourbières de Belledonne, de Chamrousse au Grand Colon“ (deutsch: Zirbelkiefern, Rasen, Seen und Torfmoore der Belledonne, von Chamrousse bis Grand Colon). Darüber hinaus sind einzelne, besonders schützenswerte Biotope nochmals gesondert ausgezeichnet:
- Der Ruisseau de Salinière durchfließt das Torfmoor „Tourbière d'Arselle“, das Teil des Schutzgebietes (Espace Naturel Sensible, ENS) „Plateau de l'Arselle et lac Achard“ ist.[26][25]
- Der Lac Achard ist auch Teil des ENS-Schutzgebietes „Plateau de l'Arselle et lac Achard“.[27][25]
- Der gesamte Seenkomplex der Lacs Roberts ist Teil der Zone naturelle d’intérêt écologique, faunistique et floristique (ZNIEFF) „Lacs Robert et lac du Crozet“.[28]

## Flora und Fauna
Das Natura 2000 Gebiet „Cembraie, pelouses, lacs et tourbières de Belledonne, de Chamrousse au Grand Colon“ bestimmt 22 Lebensräume von gemeinschaftlichem Interesse, die mehr als 78 % der Gesamtfläche des geschützten Gebiets ausmachen. Von diesen 22 Lebensräumen sind fünf sogenannte „prioritäre“ Lebensräume, mit insgesamt weniger als 4 % der Gesamtfläche:
- Artenreiche Borstgrasrasen-Formationen auf silikatischen Substraten in montanen Zonen (Natura 2000-code 6230,)[30]
- Naturnahe, lebende Hochmoore (Natura 2000-code 7110),[30]
- Kalktuff-Quellen (Cratoneurion) (Natura 2000-code 7220),[30]
- Moorwälder (Natura 2000-code 91D0),[30]
- Erlen- und Eschenwälder und Weichholzauenwälder an Fließgewässern (Alno-Padion, Alnion incanae, Salicion albae) (Natura 2000-code 91E0).[30]

Eine große Anzahl von Tieren und Pflanzen sind im Gemeindegebiet heimisch und sind teilweise als besonders schützenswert aufgeführt.

### Fauna

#### Säugetiere
Im Süden der Belledonne ist die klassische Säugetier-Tierwelt der Alpen anzufinden mit z. B. Alpenmurmeltieren (Marmota marmota), Gämsen (Rupicapra rupicapra), Hermelinen (Mustela erminea) und Wildschweinen (Sus scrofa). Der Wolf (Canis Lupus) ist in der Belledonne heimisch und wurde schon im Gemeindegebiet von Chamrousse gesehen. Im Frühjahr 2002 erreichte die Steinbockpopulation in der gesamten Belledonne 900 Tiere nachdem der Steinbock an diesem Standort schon ausgestorben war. 1983 wurden aus der Schweiz 13 weibliche und sieben männliche Tiere erfolgreich ausgesiedelt. Vierzehn Fledermausarten (Chiroptera) wurden in Chamrousse beobachtet und/oder gehört. Die seltene Langflügelfledermaus (Miniopterus schreibersii) wurde im Jahr 2013 nachgewiesen.

#### Vögel
59 Vogelarten wurden in Chamrousse beobachtet, von denen 51 geschützt sind. Neben Ringdrossel (Turdus torquatus), Klappergrasmücke (Curruca curruca), Tannenhäher (Nucifraga caryocatactes), Waldkauz (Strix aluco), Alpenschneehuhn (Lagopus muta) oder Turmfalke (Falco tinnunculus) und Wanderfalke (Falco peregrinus) sind auch Steinadler (Aquila chrysaetos) zu beobachten. Das Birkhuhn (Lyrurus tetrix) verfügt über einen günstigen Lebensraum mit einer Fläche von 815 ha.

#### Amphibien
In den Feuchtgebieten von Chamrousse (Lac Achard, Tourbière d'Arselle, Lacs de Roberts) leben verschiedene Amphibien. Der Bergmolch (Ichthyosaura alpestris) hat in Chamrousse seinen höchst gelegenen Lebensraum im Département Isère. Er teilt seinen Lebensraum mit dem Fadenmolch (Lissotriton helveticus). Der Grasfrosch (Rana temporaria) kommen in heterogenen Lebensräumen (Wälder, Bocage, Wege) vor. In den Höhenlagen hält er sich im Allgemeinen in der Nähe von Quellen in nur schwach bewachsenen Gebieten oder in Torfgebieten auf. Auch die Erdkröte (Bufo bufo) lebt in Chamrousse.

#### Insekten
Insgesamt wurden zehn Großlibellen- und Kleinlibellenarten beobachtet, deren Lebensraum durch den Klimawandel bedroht ist. Zu nennen sind für die Großlibellen (Anisoptera) die Blaugrüne Mosaikjungfer (Aeshna cyanea), die Torf-Mosaikjungfer (Aeshna juncea), die Kleine Moosjungfer (Leucorrhinia dubia), die Arktische Smaragdlibelle (Somatochlora arctica), der Vierfleck (Libellula quadrimaculata), der Plattbauch (Libellula depressa) oder die Gefleckte Heidelibelle (Sympetrum flaveolum). Von Kleinlibellen (Zygoptera) wurden z. B. die Hufeisen-Azurjungfer (Coenagrion puella), die Frühe Adonislibelle (Pyrrhosoma nymphula) und die Glänzende Binsenjungfer (Lestes dryas) beobachtet. Der Skabiosen-Scheckenfalter (Euphydryas aurinia) kommt nur in einem Sektor vor.

### Flora

#### Wald
Der Wald von Chamrousse wird als „Vorwald“ bezeichnet, in dem die Bäume vereinzelt und dem Licht ausgesetzt stehen. Die vorherrschende Baumart ist die Bergkiefer (Pinus mugo). Das Waldgebiet südöstlich des Lac Achard beherbergt die schönsten und ältesten Bergkiefern der gesamten Belledonne, die wahrscheinlich 3 bis 4 Jahrhunderte alt sind. Die Bergkiefer steht meist in Gemeinschaft mit Fichten (Picea), Tannen (Abies), Waldkiefern (Pinus sylvestris) und auch Zirbelkiefern (Pinus cembra). Der Bestand der Zirbelkiefer befindet sich an der westlichen Grenze seines Verbreitungsgebiets (Natura 2000-code 9420; Alpiner Lärchen-Arvenwald). Er befindet sich in einem guten Erhaltungszustand und umfasst eine Fläche von etwa 100 ha.

#### Blumen und Kräuter
Die verschiedenen Ausrichtungen der Hänge und die Vielfalt der Lebensräume führten zu einem großen Pflanzenreichtum, darunter Primeln wie die Behaarte Primel (Primula hirsuta) und Tulpen wie die Wilde Tulpe (Tulipa sylvestris). In diesem Zusammenhang sei darauf hingewiesen, dass in den Alpen in den letzten Jahren vier von acht Tulpenarten ausgestorben sind. Weiter wachsen Waldreben (Clematis), auch Klematis genannt, der Alpen-Enzian (Gentiana alpina), Lilien (Lilium) wie der Türkenbund (Lilium martagon) oder die Feuer-Lilie (Lilium bulbiferum) sowie Mannsschild (Androsace). Häufigen Arten sind Rhododendren, Heidelbeeren und Heidekräuter sowie anderen Sommerblumen und im Frühling blühen Krokusse und wilde Narzissen.

#### Geschützte Pflanzen
Folgende national geschützte Pflanzenarten sind unter anderem anzutreffen:
- Vandell-Mannsschild (Androsace vandellii), Schweizer Mannsschild (Androsace helvetica), Alpen-Akelei (Aquilegia alpina), Schlamm-Segge (Carex limosa), Alpen-Flachbärlapp (Diphasiastrum alpinum), Langblättriger Sonnentau (Drosera anglica, Syn.: Drosera longifolia), Rundblättriger Sonnentau (Drosera rotundifolia) oder Alpen-Bergscharte (Rhaponticum scariosum subsp. rhaponticum).

Folgende regional geschützte Pflanzenarten sind unter anderem anzutreffen:
- Echte Edelraute (Artemisia umbelliformis), Plumiers Schaumkraut (Cardamine plumieri Vill.), Armblütige Segge (Carex pauciflora), Großblütiges Fettkraut (Pinguicula grandiflora), Seiden-Weide (Salix glaucosericea Flod.), Alpen-Bergscharte (Rhaponticum scariosum subsp. rhaponticum) oder Gewöhnliche Moosbeere (Vaccinium oxycoccos, Syn.: Oxycoccus palustris Pers.).

Auf der Roten Liste steht die Filz-Alpenscharte (Saussurea discolor).

## Klima
Die drei Orte der Gemeinde Chamrousse liegen auf einer Höhe zwischen 1650 und 1750 m. Hier herrscht Bergklima des Typs 1 gemäß der Klimaklassifikation von Frankreich. Die Belledonne bildet bei Westströmung nach den französischen Voralpenmassiven Vercors und Chartreuse die zweite Gebirgsbarriere. Das Klima ist in Chamrousse noch ozeanischen Einflüssen ausgesetzt, d. h. es ist niederschlagsreicher und windiger als in den Zentralalpen. Bei gleicher Höhenlage sinken die Temperaturen im Winter auf weniger tiefe Werte und die Schneedecke verliert durch warme Südwinde regelmäßig an Mächtigkeit. Trotzdem fällt aufgrund der großen Höhe von November bis April häufig Schnee. Für die Wetterstation Chamrousse auf 1730 m ermittelte Météo-France für den Zeitraum 1991 bis 2020 folgende Klimadaten:
|                        | Jan  | Feb  | Mär  | Apr  | Mai   | Jun  | Jul  | Aug   | Sep  | Okt   | Nov   | Dez   |   |         |
| Mittl. Temperatur (°C) | −1,3 | −1,7 | 0,6  | 4,3  | 7,4   | 11,9 | 14,0 | 13,8  | 10,2 | 7,4   | 3,0   | 0,1   | ⌀ | 5,8     |
| Mittl. Tagesmax. (°C)  | 2,0  | 1,9  | 4,0  | 7,8  | 10,9  | 15,5 | 18,0 | 17,4  | 13,5 | 10,7  | 6,1   | 3,4   | ⌀ | 9,3     |
| Mittl. Tagesmin. (°C)  | −4,6 | −5,3 | −2,9 | 0,9  | 3,9   | 8,2  | 10,1 | 10,1  | 6,9  | 4,1   | −0,2  | −3,3  | ⌀ | 2,4     |
|                        |      |      |      |      |       |      |      |       |      |       |       |       |   |         |
| Niederschlag (mm)      | 89,4 | 74,6 | 95,7 | 93,7 | 144,7 | 99,5 | 97,5 | 119,3 | 87,7 | 104,6 | 106,4 | 106,2 | Σ | 1.219,3 |

| −4,6 |

| −5,3 |

| −2,9 |

| 0,9 |

| 3,9 |

| 8,2 |

| 10,1 |

| 10,1 |

| 6,9 |

| 4,1 |

| −0,2 |

| −3,3 |

| −4,6 |

| −5,3 |

| −2,9 |

| 0,9 |

| 3,9 |

| 8,2 |

| 10,1 |

| 10,1 |

| 6,9 |

| 4,1 |

| −0,2 |

| −3,3 |

| N i e d e r s c h l a g | 89,4 | 74,6 | 95,7 | 93,7 | 144,7 | 99,5 | 97,5 | 119,3 | 87,7 | 104,6 | 106,4 | 106,2 |
|                         | Jan  | Feb  | Mär  | Apr  | Mai   | Jun  | Jul  | Aug   | Sep  | Okt   | Nov   | Dez   |

An der etwa 300 m höher gelegenen Wetterstation von Méteo France auf der Croix de Belledonne sind die Temperaturen circa 3 °C niedriger als an der tiefer gelegenen Station. Meteo France ermittelte folgende Klimadaten:
|                        | Jan   | Feb  | Mär  | Apr  | Mai  | Jun  | Jul   | Aug  | Sep  | Okt   | Nov  | Dez  |   |       |
| Mittl. Temperatur (°C) | −3,2  | −2,3 | −2,1 | 0,8  | 3,0  | 8,1  | 10,8  | 10,2 | 7,4  | 4,5   | 0,3  | −0,6 | ⌀ | 3,1   |
| Mittl. Tagesmax. (°C)  | −1,0  | 0,3  | 0,2  | 3,4  | 5,7  | 10,8 | 13,6  | 13,0 | 9,9  | 7,2   | 2,9  | 1,8  | ⌀ | 5,7   |
| Mittl. Tagesmin. (°C)  | −5,8  | −5,4 | −5,3 | −1,5 | 0,8  | 5,9  | 8,4   | 7,9  | 5,0  | 1,9   | −2,2 | −3,5 | ⌀ | 0,5   |
|                        |       |      |      |      |      |      |       |      |      |       |      |      |   |       |
| Niederschlag (mm)      | 142,2 | 0    | 0    | 0    | 15,4 | 26,6 | 153,8 | 75,4 | 99,8 | 145,8 | 50,2 | 0    | Σ | 709,2 |

| −5,8 |

| −5,4 |

| −5,3 |

| −1,5 |

| 0,8 |

| 5,9 |

| 8,4 |

| 7,9 |

| 5,0 |

| 1,9 |

| −2,2 |

| −3,5 |

| −5,8 |

| −5,4 |

| −5,3 |

| −1,5 |

| 0,8 |

| 5,9 |

| 8,4 |

| 7,9 |

| 5,0 |

| 1,9 |

| −2,2 |

| −3,5 |

| N i e d e r s c h l a g | 142,2 |     |     |     | 15,4 | 26,6 | 153,8 | 75,4 | 99,8 | 145,8 | 50,2 |     |
|                         | Jan   | Feb | Mär | Apr | Mai  | Jun  | Jul   | Aug  | Sep  | Okt   | Nov  | Dez |

## Die Olympischen Winterspiele 1968

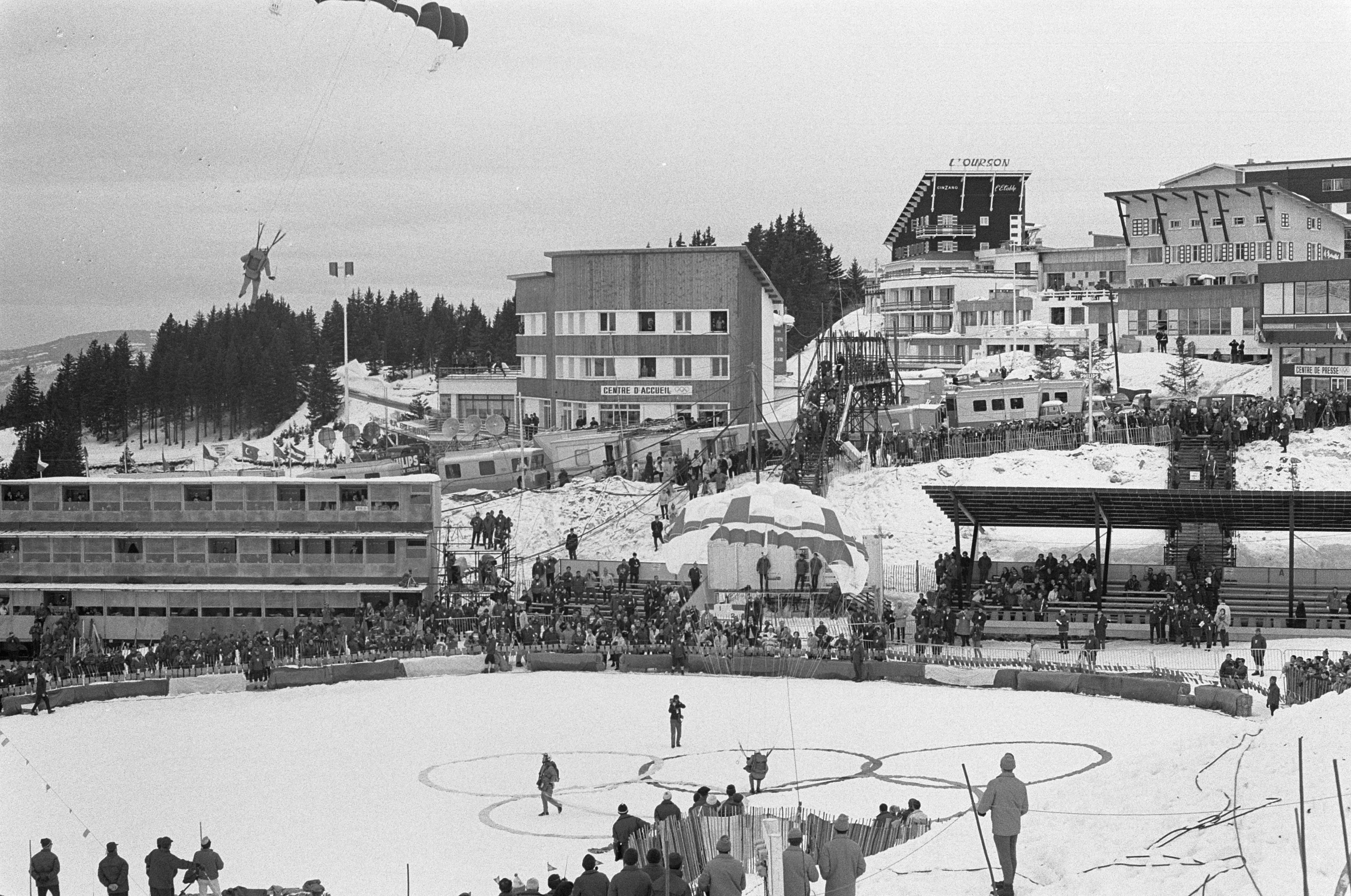
Le Recoin bei der Olympiade 1968

Die X. Olympischen Winterspiele 1968 stellten einen Wendepunkt in der Entwicklung des Ortes dar. Am 9., 11., 12. und 17. Februar 1968 wurden sechs alpine Skiwettkämpfe in Chamrousse ausgetragen: Abfahrt, Riesenslalom und Slalom, jeweils für Frauen und Männer. Das Ziel von fünf der sechs Rennen befand sich im Gebiet Le Recoin, jenes der Männerabfahrt lag tiefer bei Casserousse. Folgende Medaillen wurden vergeben:
| Frauen       | Frauen       | Frauen            | Frauen             | Frauen       | Frauen       | Frauen     | Frauen       | Frauen       |
| ------------ | ------------ | ----------------- | ------------------ | ------------ | ------------ | ---------- | ------------ | ------------ |
| Riesenslalom | Riesenslalom | Riesenslalom      | Slalom             | Slalom       | Slalom       | Abfahrt    | Abfahrt      | Abfahrt      |
| Gold         | Silber       | Bronze            | Gold               | Silber       | Bronze       | Gold       | Silber       | Bronze       |
| Nancy Greene | Annie Famose | Fernande Bochatay | Marielle Goitschel | Nancy Greene | Annie Famose | Olga Pall  | Isabelle Mir | Christl Haas |
| Kanada       | Frankreich   | Schweiz           | Frankreich         | Kanada       | Frankreich   | Österreich | Frankreich   | Österreich   |

| Männer            | Männer       | Männer           | Männer            | Männer        | Männer      | Männer            | Männer       | Männer               |
| ----------------- | ------------ | ---------------- | ----------------- | ------------- | ----------- | ----------------- | ------------ | -------------------- |
| Riesenslalom      | Riesenslalom | Riesenslalom     | Slalom            | Slalom        | Slalom      | Abfahrt           | Abfahrt      | Abfahrt              |
| Gold              | Silber       | Bronze           | Gold              | Silber        | Bronze      | Gold              | Silber       | Bronze               |
| Jean-Claude Killy | Willy Favre  | Heinrich Messner | Jean-Claude Killy | Herbert Huber | Alfred Matt | Jean-Claude Killy | Guy Périllat | Jean-Daniel Dätwyler |
| Kanada            | Schweiz      | Österreich       | Frankreich        | Österreich    | Österreich  | Österreich        | Frankreich   | Schweiz              |

Sehr umstritten war das Ergebnis des Herren-Slaloms. Beim ersten Durchgang hatte nur Jean-Claude Killy einigermaßen gute Sichtverhältnisse und setzte sich an die Spitze. Der an dritter Stelle liegende Karl Schranz brach seinen zweiten Lauf nach 22 Toren ab, weil ein Pistenbetreuer über die Strecke lief. Schranz durfte unter Vorbehalt nochmals starten und platzierte sich knapp vor Killy. Später meldeten Streckenposten, dass Schranz bereits vor dem Auftauchen des Pistenbetreuers Tore ausgelassen hatte. Nach fünfstündiger Beratung disqualifizierte die Jury Schranz mit 3:2 Stimmen.
Zur Neugestaltung der Skipisten mussten rund 300.000 m³ Fels weggesprengt oder weggebaggert werden. Besonders große Erdbewegungen und Terrainveränderungen waren im oberen Teil der Abfahrtsstrecke der Männer und für die Slalomstrecke notwendig. Im Startbereich der Männerabfahrt wurde ein Hügel von 30.000 m³ aufgeschüttet, um den olympischen Wettkampfnormen zu entsprechen. Bei der Pistenpräparierung waren zeitweise über 10.000 Personen im Einsatz, darunter viele Soldaten. Mehr als 6000 Soldaten halfen z. B. auch bei der Vorbereitung und Instandhaltung der Sportanlagen, beim Transport von Material und Personal, bei der Ausstattung der Sportstätten mit Kabelverbindungen, bei Arbeiten an der Infrastruktur oder an Parkplätzen. Auch die Zugangsstraßen vom Tal nach Chamrousse wurden verbreitert. Chamrousse wurde komplet umgestaltet und zwei neue Ortschaften entstanden: Roche-Béranger und Bachat-Bouloud. Letztere ermöglichte es später, mehr als 1.000 Kinder in Ferienkolonien aufzunehmen. Darüber hinaus wurden sechs neue Sessellifte errichtet.

## Tour de France
In den Jahren 2001 und 2014 war Chamrousse zweimal Etappenziel der Tour de France. Die Hauptschwierigkeit lag im Aufstieg von Uriage-les-Bains über das Col de Luitel nach Chamrousse mit einer Länge von 18,2 km, einer Höhendifferenz von 1317 m und einer mittleren Steigung von 7,3 %.
Am Mittwoch, den 18. Juli 2001, führte die 11. Etappe mit einem Einzelzeitfahren über 32 km von Grenoble nach Chamrousse (Roche Béranger). Etappensieger war Lance Armstrong, dem später der Sieg wegen Dopings aberkannt wurde.
Am Freitag, den 18. Juli 2014, führte die 13. Etappe über 197,5 km von Saint-Etienne nach Chamrousse (Roche Béranger). Etappensieger war Vincenzo Nibali.

## Tourismus
Chamrousse ist primär eine Skiressort mit 41 Pisten mit einer Gesamtlänge von 90 km, die mit 15 Liftanlagen (8 Schlepplifte und 7 Sessellifte bzw. Kabinenbahnen) erschlossen sind. Weiter bietet der Ort einen Snowpark und 9 Loipen mit insgesamt 42 km Länge und 17 km Schneeschuhwege.
Im Sommer sind viele Liftanlagen in Betrieb. Sie erschließen eine Vielzahl an Wanderwegen unterschiedlicher Längen und Schwierigkeiten. Trail-wege sind eingerichtet und ein Seilbrücke sowie die weltweit längste Zip-line mit Masten (2 km) sind verfügbar. Mountainbike-Trail und Downhill-Strecken sind eingerichtet und werden gepflegt. Weiter gibt es einen Klettersteig, Klettergärten und einen Hochseilgarten.

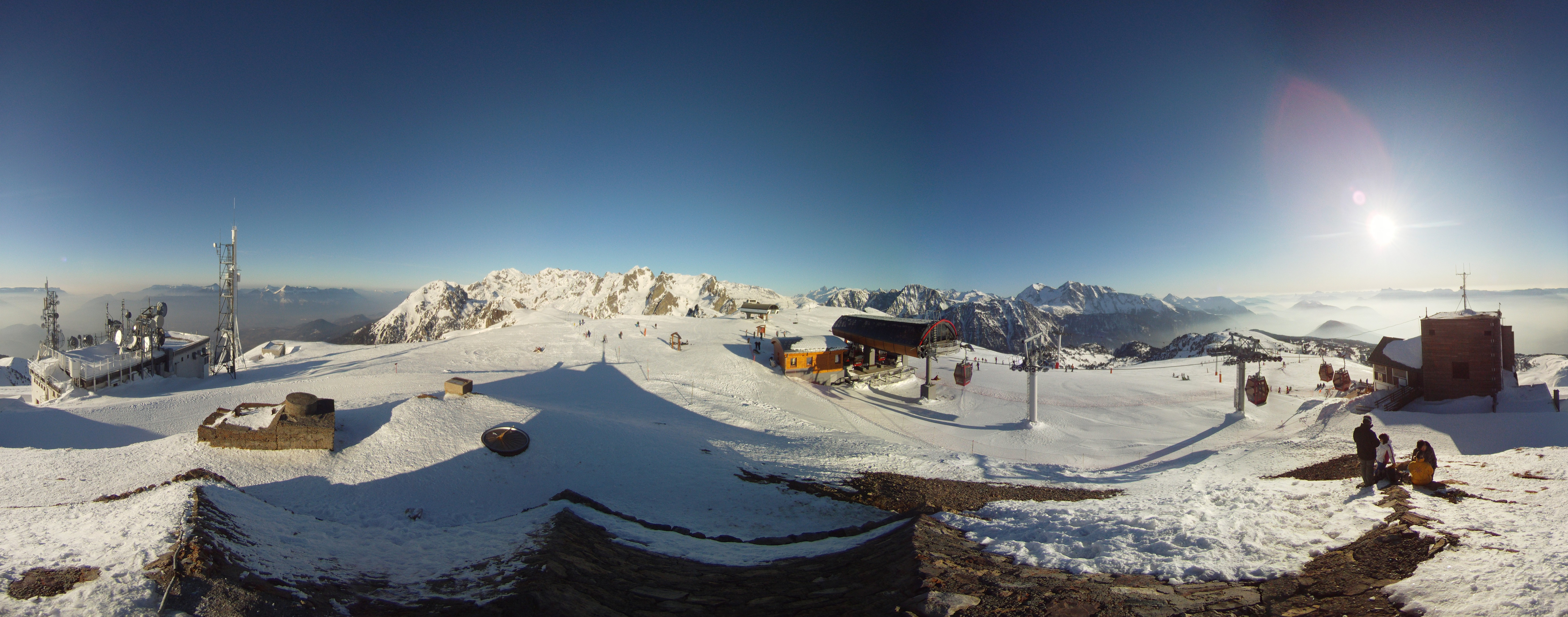
Skigebiet Chamrousse

## Anmerkung
1. ↑  Obwohl laut Quelle zur Berechnung der Klimadaten der Zeitraum 1991 bis 2020 zugrunde gelegt wurde, ist die Verwendung eines kürzeren Zeitraumes möglich. Genaue Angaben fehlen. Die Niederschlagsdaten fehlen für vier Monate, hier ist der Wert 0 in die Tabelle eingetragen. Die Niederschlagswerte einzelner Monate erscheinen sehr niedrig und können fehlerhaft sein.